# Малий Атлим
Малий Атли́м (рос. Малый Атлым) — село у складі Октябрського району Ханти-Мансійського автономного округу Тюменської області, Росія. Адміністративний центр Малоатлимського сільського поселення.
Населення — 452 особи (2010, 491 у 2002).
Національний склад станом на 2002 рік: росіяни — 75 %.